# Sapéo
Sapéo est une commune rurale située dans le département de Laye de la province du Kourwéogo dans la région Plateau-Central au Burkina Faso.

## Géographie
Sapéo se trouve à 10 km de Laye et à environ 15 km au sud-est de Boussé, le chef-lieu provincial.

## Santé et éducation
Sapéo accueille depuis novembre 2005 un centre de santé et de promotion sociale (CSPS) tandis que le centre médical avec antenne chirurgicale (CMA) de la province se trouve à Boussé. Composé d'un dispensaire, d'une maternité et d'un dépôt pharmaceutique et d'un forage, ce CSPS est le fruit du financement de l'Organisation non-gouvernementale italienne Il Sole pour un montant de 70 millions de FCFA (environ 107 000 euros, valeur 2005).